# Miguel Mocciola
Miguel Mocciola Greco (fallecido el 25 de diciembre de 1971 en Santiago, Chile) fue un futbolista y director técnico argentino.  
Se desempeñó como jugador en clubes de Argentina, Chile, Colombia y Ecuador en los años 40 y principios de los 50. A Chile llegó a jugar por Audax Italiano, donde cerró su carrera como jugador; en ese club inició también su hoja de vida como entrenador. 
Como tal, partió en las divisiones inferiores de Audax Italiano, para llegar en 1959 a dirigir las Cadetes de Universidad Católica, labor en la cual se le atribuye la recomendación de Orlando Ramírez, valor de la primera infantil de Audax Italiano,
Destacando por sus habilidades en el trato humano, en 1961 se consagró campeón dirigiendo a Universidad Católica en el torneo de la Primera División de Chile. El equipo dirigido por Mocciola estuvo integrado por Alberto Fouillioux y Washington Villarroel, entre otros. 
Su última campaña fue dirigiendo a Magallanes en la segunda rueda del Torneo de 1971, donde llegó para salvar al equipo del descenso, objetivo que cumplió tras un exitoso repunte. 

## Clubes como entrenador
| Club                 | País  | Año       | PJ | PG | PE | PP |
| -------------------- | ----- | --------- | -- | -- | -- | -- |
| Badminton            | Chile | 1948      | -  | -  | -  | -  |
| Universidad Católica | Chile | 1960-1962 | 80 | 49 | 17 | 14 |
| Deportes La Serena   | Chile | 1963      | 34 | 18 | 7  | 9  |
| Palestino            | Chile | 1964      | 34 | 10 | 5  | 19 |
| Green Cross-Temuco   | Chile | 1965-1966 | 68 | 26 | 18 | 24 |
| Unión Española       | Chile | 1969      | 39 | 18 | 8  | 13 |
| Magallanes           | Chile | 1971      | 19 | 9  | 1  | 9  |